# يزيد بن رومان
أَبُو رَوْحٍ يزيد بن رُومان المدني الهذلي ، مقرئ مولى آل الزُّبَيْر، وهو أحد قراء القرآن الكريم، وهُوَ أحد شيوخ نافع الخمسة الذين أسند عَنْهُمُ القراءة، وكَانَ ثقة. تُوُفِّي سنة عشرين ومائة.

## قراءة القرآن
وفقًا لما جاء في كتاب «معجم حفاظ القرآن»: «قرأ «يزيد بن رومان» على «عبد الله بن عياش بن أبي ربيعة». وقرأ «عبد الله بن عياش» على «أبيّ بن كعب» وقرأ «أبيّ بن كعب» على النبي ﷺ. من هذا يتبين أن قراءة «يزيد بن رومان» صحيحة ومتصلة السند بالنبي . وروى القراءة عن «يزيد بن رومان» عدد كثير في مقدمتهم: «نافع بن أبي نعيم» أحد القراءة السبعة المشهورين، وإمام المدينة في الاقراء وشيخها. «وأبي عمرو بن العلاء» إمام البصرة وشيخها، ولا زالت قراءة كل من «نافع، وأبي عمرو» يتلقاها المسلمون بالرضا والقبول، وقد تلقيتها وقرأت بها والحمد لله رب العالمين.».

## روايته للحديث النبوي
- رَوَى عَنْ: صَالح بن خَوات فِي الصَّلَاة وَعروة بن الزبير فِي الْعتْق وَالْبر والزهد.
- رَوَى عَنْه: أَبُو حازم الأعرج، وابن إسحاق، وعُبَيْد اللَّه بْن عُمَر، وجرير بن حازم، ومالك، وآخرون.

## أقوال العلماء فيه
هذه جملة من أقوال وآراء العلماء فيه:
- ذكره أبو حاتم بن حبان البستي في «الثقات».
- قال أحمد بن شعيب النسائي: «ثقة».
- قال ابن حجر العسقلاني: «ثقة وروايته عن أبي هريرة مرسلة».
- قال الذهبي: «ثقة ثبت».
- قال جلال الدين السيوطي: «كان عالما كثير الحديث».
- قال محمد بن سعد كاتب الواقدي: «كان عالما ثقة كثير الحديث».
- قال يحيى بن معين: «ثقة».